# 神学者
神学者（しんがくしゃ）は、神学の学者のことである。
通例、単に「神学者」と言えばキリスト教神学を学ぶ者を指し、イスラーム神学（カラーム）など他宗教の神学を学ぶ者については「イスラーム神学者」などの表現が使われる事が多い。
正教会では聖人の称号としても用いられるが、「神学者」の称号を持つ聖人は4名のみである。

## キリスト教の神学者

### 主な神学者
- アウグスティヌス（354–430） – 西方教会最大の教父。プラトン及び新プラトン主義の影響を受け、原罪、恩寵、時間、三位一体などに関する神学体系を確立した。『告白』『神の国』などを著した。
- トマス・アクィナス（1225–1274） – アリストテレスの影響のもと、スコラ哲学を完成させた中世最大の神学者。理性と信仰の調和を追求した。『神学大全』などの著作がある。
- オリゲネス（c.185–c.253） – アレクサンドリアの神学者。聖書解釈における象徴主義と三重の意味（文字的・道徳的・霊的）を提示した。
- アタナシオス（c.296–373） – アリウス派に対抗し、三位一体を擁護した。『聖霊論』『受肉について』などで正統派キリスト論を確立した。
- アンセルムス（1033–1109） – 「理解を求める信仰（英語版）」の姿勢で知られる。キリストの贖罪論（英語版）と神の存在論的論証が有名である。
- マルティン・ルター（1483–1546） – 宗教改革の中心人物。「信仰による義」を強調し、聖書主義を主張した。『95箇条の論題』『奴隷意志論』などを発表した。
- ジャン・カルヴァン（1509–1564） – 改革派神学の確立者。予定説と主権的神観を展開した。代表作には『キリスト教綱要』などがある。
- エイレナイオス（c.130–c.202） – 初期教父で、グノーシス主義への反対を通じて正統神学の骨格を築いた。代表作は『異端反駁（英語版）』など。

### 正教会において「神学者」の称号を持つ聖人

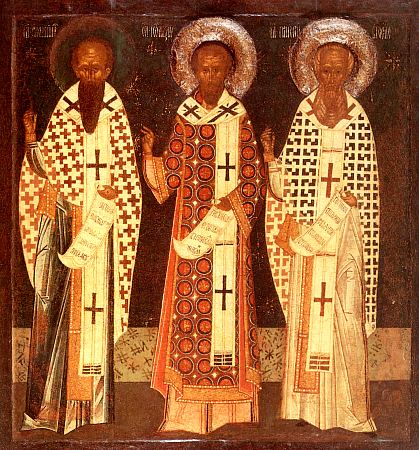
三成聖者のイコン（16世紀、プスコフ）。3人のうち、金口イオアン以外は「神学者」の称号が付されている。

正教会においては神学者としての務めも果たした聖師父と呼ばれる者は多数存在するが、「神学者」（ギリシア語: Θεολόγος, ロシア語: Богослов）の称号を特に付されて崇敬される聖人は以下に挙げる4名のみに限定される（「新神学者」を別に数えて3人とする数え方もある）。表記は日本正教会のものに則るが、括弧内に他教派などで使われる片仮名転写・ギリシャ語表記・生没年等を併記する。
- 神学者聖イオアン（聖使徒福音記者ヨハネ）
- 神学者大ワシリイ（カイサリアのバシレイオス、ギリシア語: Βασίλειος Καισαρείας、330年頃 - 379年）
- 神学者グリゴリイ（ナジアンゾスのグレゴリオス、ギリシア語: Γρηγόριος Ναζιανζηνός、329年 - 389年1月25日）
- 新神学者聖シメオン（ギリシア語: Συμεών、949年 – 1022年）

## イスラームの神学者

### 主な神学者
- アル＝キンディー（801–873） – 「アラブの哲学者（Faylasūf al-ʿArab）」と称される、最初のイスラーム哲学者。ギリシャ哲学、特にプラトンとアリストテレスの翻訳と解釈を通じて、イスラーム思想に哲学を導入した。神の唯一性（タウヒード）と形而上学を調和させようとした。理性と啓示の調和を唱えつつも、啓示に従属する形で理性を位置づけた。
- アル＝ファーラービー（c. 872–950）　– イスラームにおける「第二の師（アリストテレスが第一）」と称される哲学者。プラトンとアリストテレスを総合し、理想国家（al-Madīna al-Fāḍila）の概念を提示した。神は第一原因であり、全存在は神からの流出（emanation）によって説明されるとした。啓示と理性の両立を強調し、預言者を「完全な哲学者」と見る傾向もあった。
- イブン・スィーナー（アヴィセンナ）（980–1037） – 中世イスラーム最大の哲学者・医学者の一人。アリストテレス哲学を発展させ、存在論（本質と存在の区別）と流出説を深めた。神は「必然的存在（フランス語版）（wājib al-wujūd）」であり、全存在の根源であるとする。啓示を哲学的理性の象徴として捉え、預言と知性を関連させた。彼の思想はユダヤ教・キリスト教世界にも強い影響を与え、トマス・アクィナスにも引用された。
- アル＝ガザーリー（1058–1111） – 神秘主義（スーフィズム）と正統神学を統合した思想家。哲学（ファーラービーやアヴィセンナ）を批判した『哲学者の矛盾（英語版）』が有名である。『宗教諸学の再興（英語版）』では、内面の浄化と神への接近の重要性を説いた。
- イブン・ルシュド（アヴェロエス）（1126–1198） – アリストテレス哲学の解釈者で、合理主義神学の擁護者。哲学と啓示は両立可能とし、理性の自由を強く主張した。著作はラテン語に翻訳され、ヨーロッパの中世スコラ哲学にも影響を与えた。
- アル＝アシュアリー（英語版）（c.874–936） – スンナ派神学（アシュアリー学派）の創始者。哲学的合理主義（ムゥタズィラ学派）から転向し、神の意志と啓示の優位を主張した。神の言葉は永遠であり、理性ではなく啓示が最終権威であるとする。
- アル＝マートゥリーディー（英語版）（d. c. 944） – スンナ派のもう一つの正統学派であるマートゥリーディー学派の創始者。アシュアリー派よりも理性をやや積極的に評価しつつ、啓示と調和させようとした。
- イブン・タイミーヤ（1263–1328） – スンナ派保守主義の代表的神学者で、サラフィー主義の先駆者的存在。「初期イスラムに戻れ（サラフ主義）」を提唱した。哲学・神秘主義・シーア派に批判的で、啓示と実践の厳格な遵守を重視した。